# Ludwig von Navarra

Wappen von Ludwig

Ludwig von Navarra (Ludwig von Évreux und Ludwig von Beaumont genannt; * wohl 1341; † 1376) war der jüngste Sohn von König Philipp III. und Königin Johanna II. von Navarra. Er war Graf von Beaumont und Titular-Herzog von Durazzo.
Seine erste Ehe schloss er 1358 mit Maria de Lizarazu, die aber von seinem Bruder, König Karl II. von Navarra, nicht anerkannt wurde, weswegen die Kinder aus dieser Verbindung als unehelich galten.
1360 erhielt er von seinem Bruder Karl dem Bösen dessen im Vertrag von Calais zurückerhaltene Grafschaft Beaumont-le-Roger.
Ab 1366 trug er durch seine Ehe mit Johanna von Anjou, Herzogin von Durazzo, selbst den Titel eines Herzogs des albanischen Durazzo (Durrës), das er, nachdem die Stadt 1367 in die Hand des albanischen Fürsten Karl Thopia gefallen war, zurückzuerobern versuchte. Er erhielt dabei Unterstützung sowohl von seinem Bruder als auch von König Karl V. von Frankreich, obwohl er in den Jahren zuvor an der Seite seines Bruders gegen den französischen König gekämpft hatte. Er verpfändete Karl V. auch seine Grafschaft Beaumont-le-Roger. 1372 führte er die Navarresische Kompanie (Compañía navarra), eine Söldnertruppe, die bereits in Frankreich in seinen Diensten stand, in die Auseinandersetzung ein, deren Zahl 1375 durch Rekrutierungen direkt aus Navarra erheblich anwuchs. Im Sommer 1376 gelang ihm zwar die Eroberung der Stadt, doch konnte Ludwig diesen Erfolg nicht mehr nutzen, da er kurz darauf starb.
Aus seiner ersten Ehe hatte er mehrere Kinder:
- (I) Juana, getauft 2. September 1359 in Olite; ⚭ Pedro de Laxage, † nach 13. Februar 1392
- (I) Carlos (Charles) de Beaumont, * wohl 1361, † 1432, Seigneur de San Martín de Unx et de Beire, Connetable von Navarra ; ⚭I Maria Ximenez de Urrea, Tochter von Juan, Señor de Atrosillo ; ⚭II 1407 Anne de Curton, Dame de Curton et de Guissens, Tochter von Arnaud, Seigneur de Curton, und Jeanne d’Albret, Dame de Guiche
- (I) Tristan, Domherr zu Pamplona
- (I) ? Luis

Die Ehe mit Johanna von Anjou blieb kinderlos.